# بيدرو رومو
بيدرو رومو (بالإسبانية: Pedro Romo)‏ هو ممثل مكسيكي، ولد في 17 يونيو 1957 بمدينة مكسيكو في المكسيك.

## وصلات خارجية
- بيدرو رومو على موقع IMDb (الإنجليزية)
- بيدرو رومو على موقع أول موفي (الإنجليزية)
- بيدرو رومو على موقع قاعدة بيانات الفيلم (الإنجليزية)
- بيدرو رومو على موقع كينوبويسك (الروسية)